# Ян Пьоманс
Ян Петер Пьоманс (на нидерландски: Jan Peter Peumans) е фламандски политик от партията Новофламандски алианс, председател на Фламандския парламент от 2009 година.

## Биография
Той е роден на 6 януари 1951 година в Маастрихт. От ранна възраст членува в Народния съюз, а след неговото разцепление през 2001 година – в Новофламандския алианс. Пьоманс е дългогодишен общински съветник в Риймст (1983 – 1994 и от 2007), а през 1995 – 2006 година е кмет на общината. През 1985 – 1987 и 1991 – 2004 година е член на провинциалния съвет на Лимбург, а от 2004 година е депутат във Фламандския парламент, като през 2007 – 2009 година оглавява групата на Новофламандския алианс, а след това е председател на парламента. От 2008 година е заместник-председател на Новофламандския алианс.